# Jaskinia Zawaliskowa (Kadzielnia)
Jaskinia Zawaliskowa (SYSTEM Jaskinia Zawaliskowa) – jaskinia w Górach Świętokrzyskich. Ma dwa otwory wejściowe w północno-wschodniej ścianie Skałki Geologów, na terenie nieczynnych kamieniołomów Kadzielnia w Kielcach, na wysokości 245 m n.p.m. Długość jaskini wynosi 30 metrów, a jej deniwelacja 6 metrów.

Jaskinia znajduje się na terenie Rezerwatu Przyrody Kadzielnia i jest nieudostępniona turystycznie.

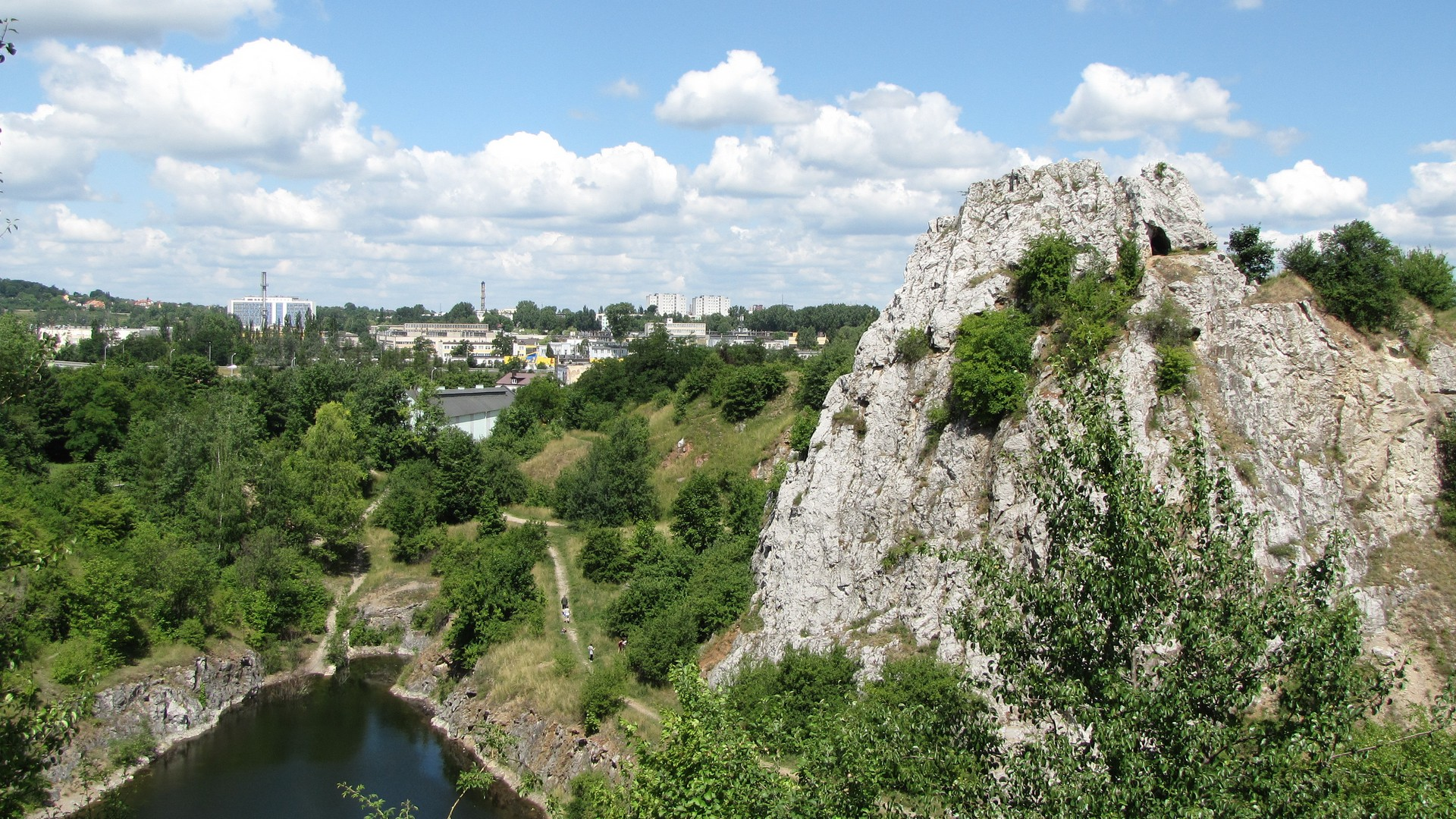
Skałka Geologów

## Opis jaskini
Jaskinia powstała z połączenia Jaskini Zawaliskowej z niewielkim Schroniskiem nad Zawaliskową (górny otwór wejściowy). 
Jaskinię stanowi idący pod górę korytarz zaczynający się w dużym i sztucznym otworze dolnym, a kończący niewielką Salką Zawaliskową. Odchodzi z niej, idący do góry, korytarzyk, który poprzez zacisk, miejsce połączenia jaskiń, prowadzi do małego otworu górnego.

## Przyroda
W jaskini brak jest nacieków. Zamieszkują ja nietoperze. Ściany są suche, rosną na nich glony i porosty.

## Historia odkryć
Jaskinia została odkryta w lipcu 1959 roku, podczas prac w kamieniołomie, przez W. Króla i B.W. Wołoszyna. Pierwszy jej opis i plan sporządzili  B.W. Wołoszyn i Z. Wójcik w 1961 roku.